# تشارلز تي هوارد
تشارلز تي هوارد (بالإنجليزية: Charles T. Howard)‏ هو شخصية أعمال أمريكي، ولد في 4 مارس 1832، وتوفي في 31 مايو 1885 في دوبز فيري في الولايات المتحدة.